# 张承才
张承才，研究方向为藻类生物学，环境微生物学，分子生物学，中华人民共和国教育部第四批"长江学者"特聘教授，早年曾就读于山东师范大学、艾克斯马赛第二大学。